# Hemistilbia apposita
Hemistilbia apposita là một loài bướm đêm trong họ Noctuidae.